# Pseudoxenos hookeri
Pseudoxenos hookeri är en insektsart som först beskrevs av Pierce 1909.  Pseudoxenos hookeri ingår i släktet Pseudoxenos och familjen stekelvridvingar. Inga underarter finns listade i Catalogue of Life.